# Elisabeth Höngen
Elisabeth Höngen (ur. 7 grudnia 1906 w Gevelsbergu, zm. 7 sierpnia 1997 w Wiedniu) – niemiecka śpiewaczka operowa, mezzosopran.

## Życiorys
Początkowo występowała jako skrzypaczka, studiowała też muzykologię i filologię germańską na Uniwersytecie Berlińskim. Śpiewu uczyła się u Hermanna Weißenborna i Ludwiga Hortha. Zadebiutowała na scenie w 1933 roku w Wuppertalu jako Lady Macbeth w Makbecie Giuseppe Verdiego. W latach 1935–1940 występowała w operze w Düsseldorfie, następnie od 1940 do 1943 roku w operze w Dreźnie. Od 1943 roku przez dwie następne dekady związana była z Operą Wiedeńską. W 1947 roku otrzymała tytuł Kammersängerin. Gościnnie występowała m.in. w Covent Garden Theatre w Londynie, La Scali w Mediolanie, Operze Paryskiej, Teatro Colón w Buenos Aires i na festiwalu w Salzburgu. W 1951 roku wystąpiła jako solistka w IX symfonii Ludwiga van Beethovena pod batutą Wilhelma Furtwänglera na inauguracji pierwszego powojennego festiwalu w Bayreuth. W 1952 roku w roli Herodiady w Salome Richarda Straussa debiutowała w nowojorskiej Metropolitan Opera. Od 1957 do 1960 roku uczyła śpiewu w Konserwatorium Wiedeńskim.
Do jej popisowych ról należały Klitemnestra w Elektrze, Waltrauta w Zmierzchu bogów, Ortruda w Lohengrinie, Piastunka w Kobiecie bez cienia, Dorabella w Così fan tutte, Marcellina w Weselu Figara, Eboli w Don Carlosie.